# Maculiparia alejomesai
Maculiparia alejomesai är en insektsart som beskrevs av Frédéric Carbonell 2002. Maculiparia alejomesai ingår i släktet Maculiparia och familjen Romaleidae. Inga underarter finns listade i Catalogue of Life.